# Приморская сцена Мариинского театра
Приморская сцена Мариинского театра (до 1 января 2016 года — Государственный Приморский театр оперы и балета) — театр оперы и балета во Владивостоке. Открыт 18 октября 2013 года.

## Описание
Театр спроектирован по образцу оперного театра в Коянe. При создании интерьеров и оборудования использовался детальный акустический проект. Большие карманы сцены позволяют монтировать декорации параллельно ходу спектакля. По оценке экспертов, театр вошёл в десятку лучших залов России. Здание театра проектировало АО ТПИ «Омскгражданпроект».
В здании расположено три подземных (два технических) и семь надземных этажей. 14 лифтов, в том числе два грузовых. В театре есть 20 гримёрных (артистических) комнат, рассчитанных на 2, 4 и 10 человек. При строительстве театра были учтены и потребности зрителей с ограниченными физическими возможностями: есть специальные лифты для колясочников, пандусы и съезды.
Большой зал выполнен в форме подковы; его вместимость при максимальной загруженности составляет 1390 мест. Большая сцена спроектирована так, что неигровое пространство за сценой совпадает с ней по площади (ширина 18 м, глубина 12 м).
В Малом зале проводятся концерты камерной музыки и небольшие балетные спектакли, также это хорошая площадка для проведения обучающих семинаров и мастер-классов. Максимальная вместимость этого зала — 310 мест. Особенностью Малой сцены является возможность совмещения уровня партера с уровнем сцены. Таким образом, с помощью передвижных конструкций партер становится единым со сценой пространством.
На тестовые концерты и прослушивания для консультации приезжали специалисты из Японии (в частности, из компании «Yamaha») и Южной Кореи. Для лучшего распространения звука в залах при строительстве театра использовали натуральные материалы, делающие звук более объёмным и полным. Например, деревянный подвесной потолок выполнен с применением минимума металла, все остальные материалы исключительно природного происхождения. Сам потолок крепится на ванты. Также в залах есть специальные панели, которые поглощают звук и рассеивают его по всему пространству.

## Труппа
Труппы театра работают на Большой и Малой сценах. Большой зал театра предназначен для масштабных оперных и балетных постановок, концертов симфонической музыки, как для целого оркестра, так и для солистов. Из уже прошедших за полгода мероприятий можно отметить постановку оперы «Евгений Онегин», концерт Дениса Мацуева с оркестром Приморского театра оперы и балета, концерт солистов Санкт-Петербургского Международного Дома музыки, мировую премьеру балета «Четырнадцатая».
Артисты Приморского театра уже представили жителям края ряд мероприятий. В первую очередь, это постановка оперы «Евгений Онегин». В рамках музыкального фестиваля «Мосты культуры: Санкт-Петербург — Владивосток» состоялась мировая премьера балета «Четырнадцатая» на музыку Симфонии № 14 Дмитрия Шостаковича. Этот музыкальный фестиваль позволил привезти в Приморье уникальных музыкантов, которые провели мастер-классы для детей и подростков, учеников музыкальных школ и учреждений. Также на сцене театра регулярно проходят балетные постановки, среди которых есть одноактные балеты и отрывки из классических произведений.
В состав оркестра входят музыканты из Приморья, артисты, приехавшие из Санкт-Петербурга, Москвы, Белоруссии, Южной Кореи. Хор Приморского театра оперы и балета полностью сформирован из местных вокалистов.
C 2015 года директор оперы театра — меццо-сопрано Лариса Дядькова. Много вокалистов из Петербурга. Например, тенор Алексей Костюк, Мария Бочманова, которая только в прошлом году закончила Санкт-Петербургскую консерваторию. Татьяна Макарчук приехала из Центра оперного пения Галины Вишневской в Москве (позже стало известно, что она родом из Большого Камня). В 2016 году художественный руководитель театра Валерий Гергиев объявил о назначении главным дирижёром Приморской сцены Мариинского театра Павла Смелкова, главным приглашённым дирижёром театра стал Владислав Карклин.
В составе балетной труппы есть танцовщики из России, Киргизии, Японии, Бразилии, Испании.